# Wim van Woerkom
Wilhelmus Antonius Maria Joseph (Wim) van Woerkom (Nijmegen, 8 maart 1905 – aldaar, 28 februari 1998) was een Nederlands glazenier, graficus, schilder en tekenaar.

## Leven en werk
Van Woerkom was een zoon van de koopman Theodorus Johannes van Woerkom (1867-1931) en Louisa Josephina Maria Wolters (1875-1932). Hij trouwde met Joanna Maria (Lolo) Hanau (1910-2000), uit dit huwelijk werden vier kinderen geboren.
Van Woerkom werd tot leraar opgeleid aan de Koninklijke School voor Nuttige en Beeldende Kunsten (1921-1924) in Den Bosch bij Huib Luns, Piet Slager en August Falise, en had enige tijd een reclamebureau. Hij vervolgde zijn studie bij Isidore Opsomer aan het Hoger Instituut voor Schone Kunsten (1926-1929) in Antwerpen. Hij schilderde stadsgezichten, landschappen, portretten en stillevens en maakte ook decors en grafisch werk. Als glazenier maakte hij onder meer glas-appliqués en glas-in-betonramen. Hij had een eigen atelier, maar liet groter glaswerk uitvoeren bij het atelier Flos in Steyl. Hij ontwierp van 1936 tot in de jaren zestig paramenten voor de firma Stadelmaier, waaronder een vaandel dat in 1955 werd aangeboden aan Paus Pius XII en de gewaden die monseigneur Bekkers droeg bij zijn bisschopswijding in 1957.
Samen met zijn oudste dochter Jehanne maakte hij een kerststal met levensgrote, met stof aangeklede beelden voor de Petrus Canisiuskerk in Nijmegen. Hij was verantwoordelijk voor de beelden, Jehanne voor de kleding.
Van 1937 tot 1969 was Van Woerkom docent aan de Academie voor beeldende kunsten in Arnhem, waar hij les gaf aan onder anderen Rik van Bentum, Gaby Bovelander, Hubert Estourgie, Diet Meijer en Gab Smulders. Hij was lid van Sint Lucas, het St. Bernulphusgilde, bestuurslid van het Scheppend Ambacht Gelderland en voorzitter van het Algemeen Katholiek Kunstenaarsverbond.
De kunstenaar exposeerde meerdere malen. In 1985 vond ter gelegenheid van zijn tachtigste verjaardag een overzichtstentoonstelling plaats in de Commanderie van Sint Jan. Hij overleed in 1998, kort voor zijn 93e verjaardag. Hij werd begraven op de katholieke begraafplaats in Berg en Dal.

## Werken (selectie)
- vier glas-in-loodramen over het leven van Jeanne d'Arc voor het Canisius College in Nijmegen
- tien glas-in-loodramen (1939-1940) voor de Sint-Willibrordkerk in Utrecht
- muurschildering voor de Sint-Willibrorduskapel in Luissel
- glas in lood voor de Sint-Barbarakerk in Bunnik
- glasschilderingen (1942) voor het gemeentehuis in Nijmegen
- portret van Joseph Steinweg (1942)
- glas-in-loodraam (1954) voor de kapel op 'Ons Erf' in Berg en Dal[4]
- ramen voor de Sint-Dominicuskerk in Leeuwarden
- kruisweg, glas in beton, kerststal en glas-in-loodramen (1960) voor de Petrus Canisiuskerk in Nijmegen
- glas-appliqué (1970) voor zwembad De Koppel in Arnhem

## Afbeeldingen

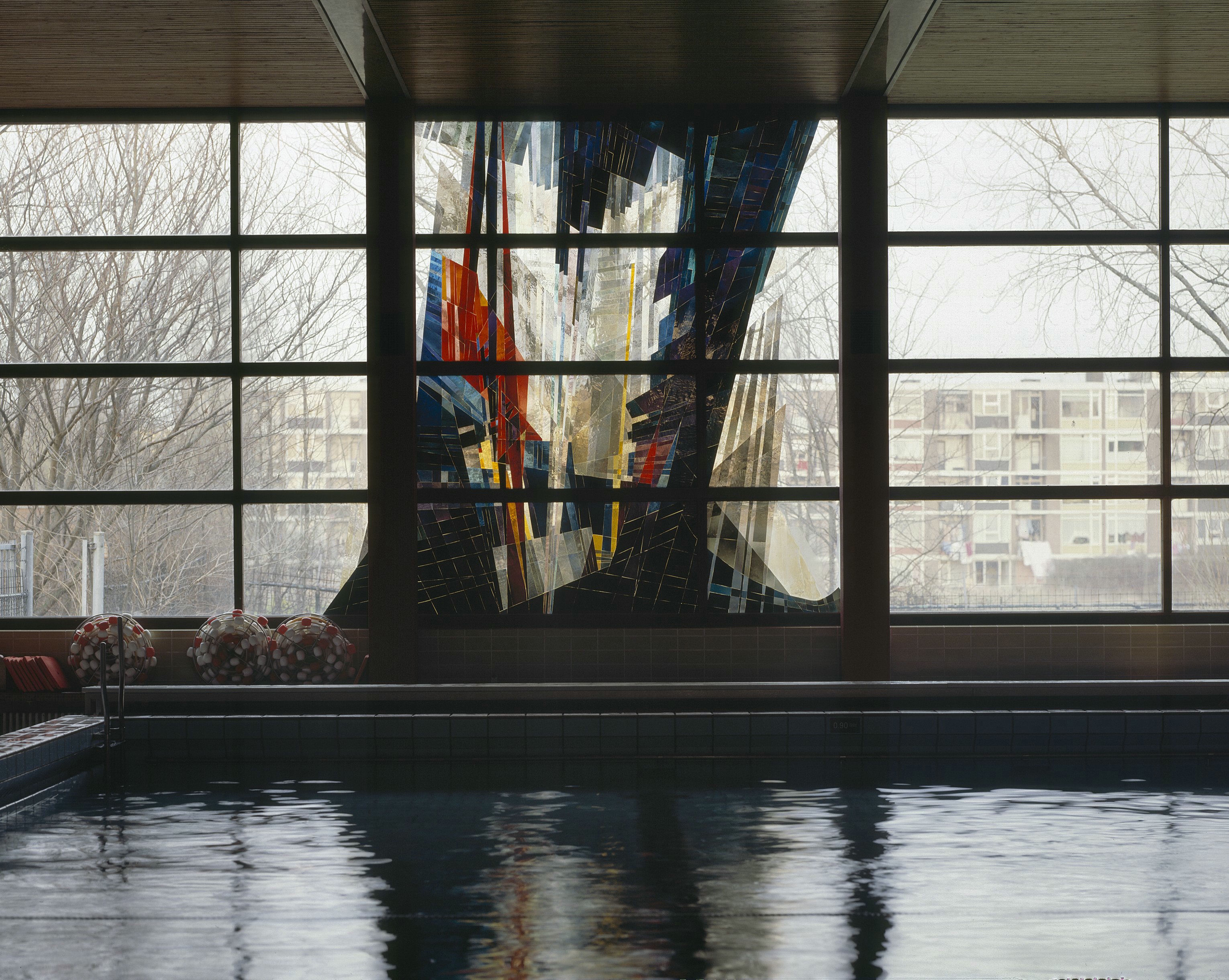
glas-appliqué zwembad De Koppel
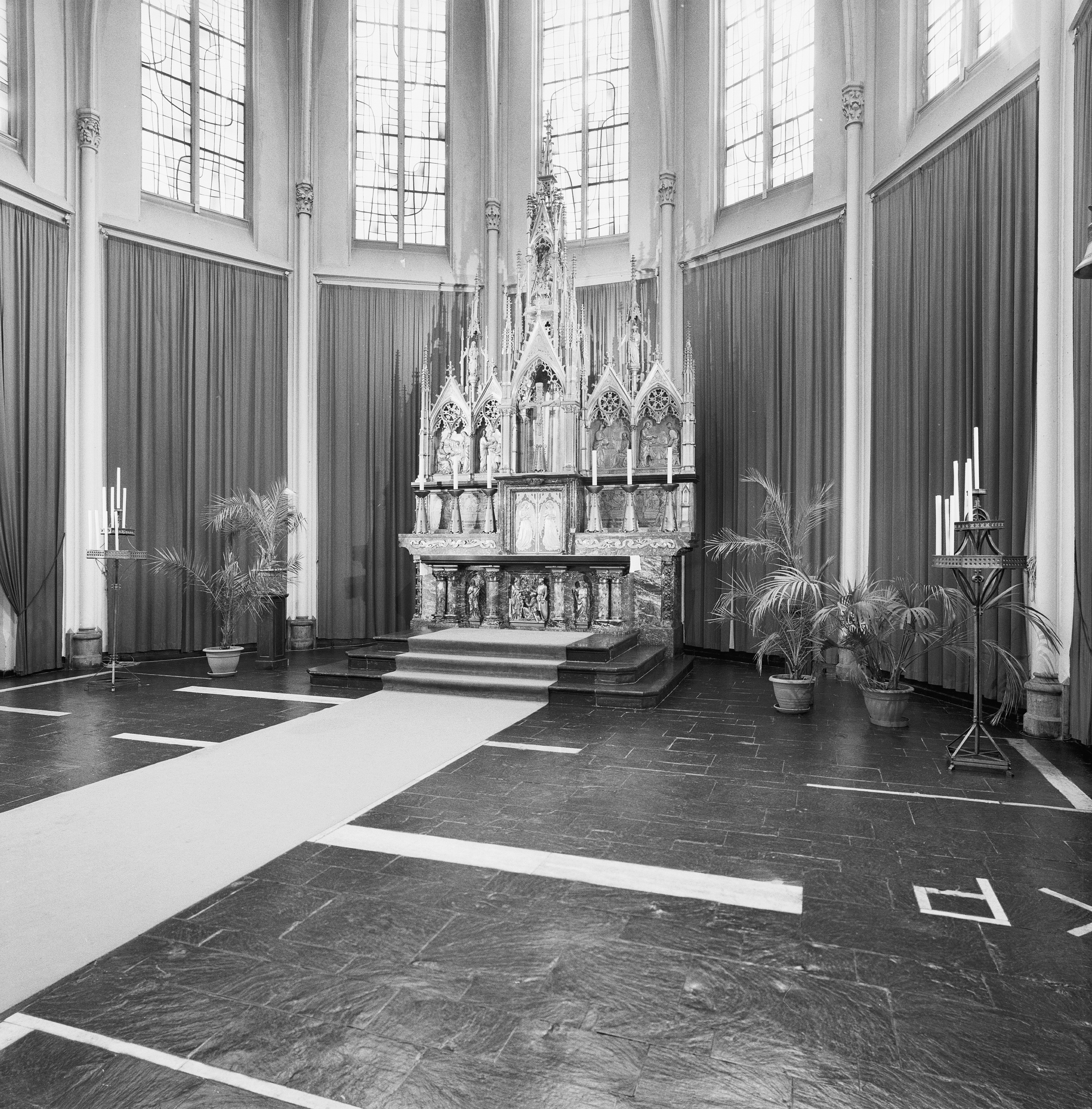
glas-in-loodramen voor de Petrus Canisiuskerk
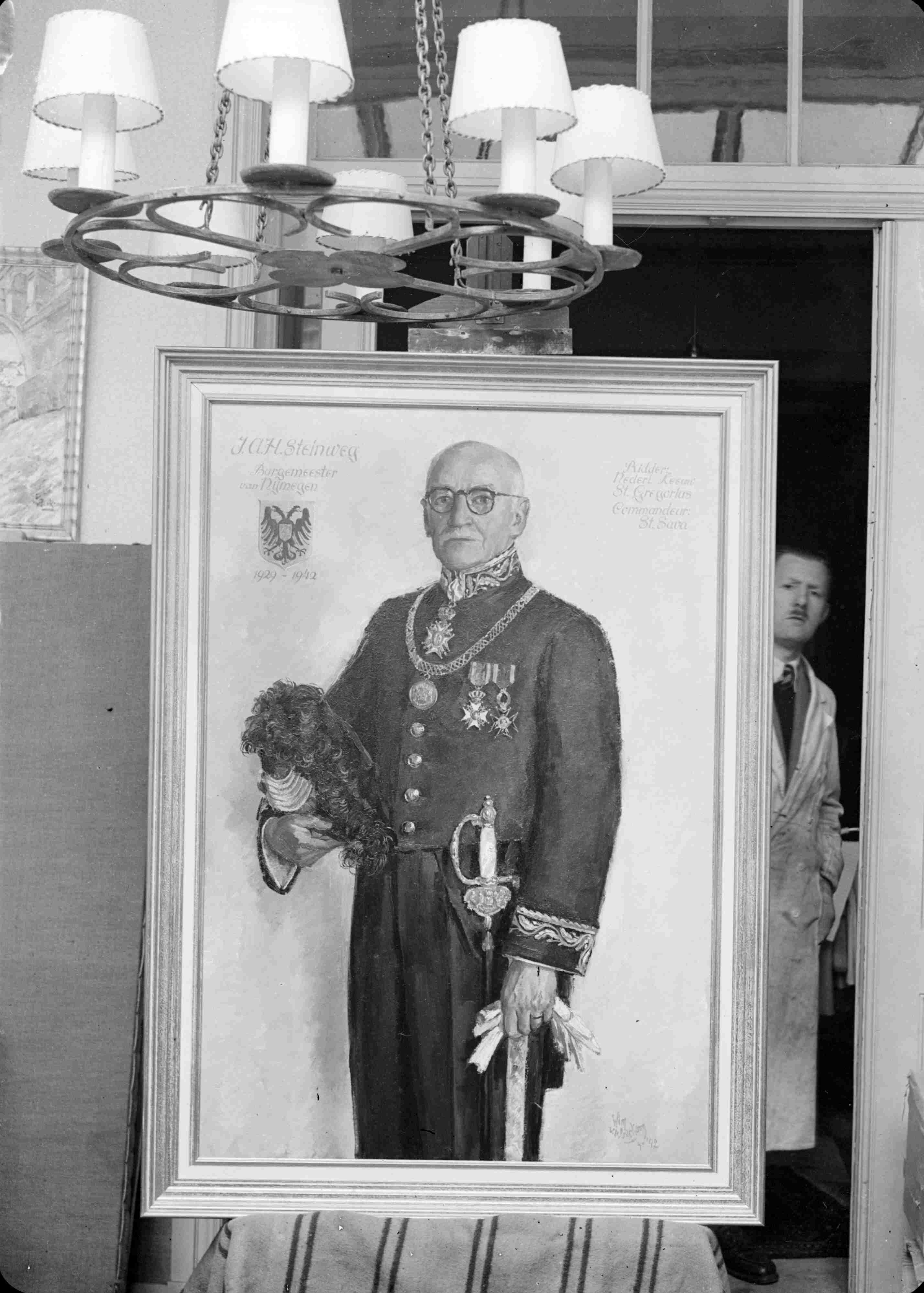
Portret van burgemeester Steinweg van Nijmegen (1942)